# Listă de comitate din statul Indiana

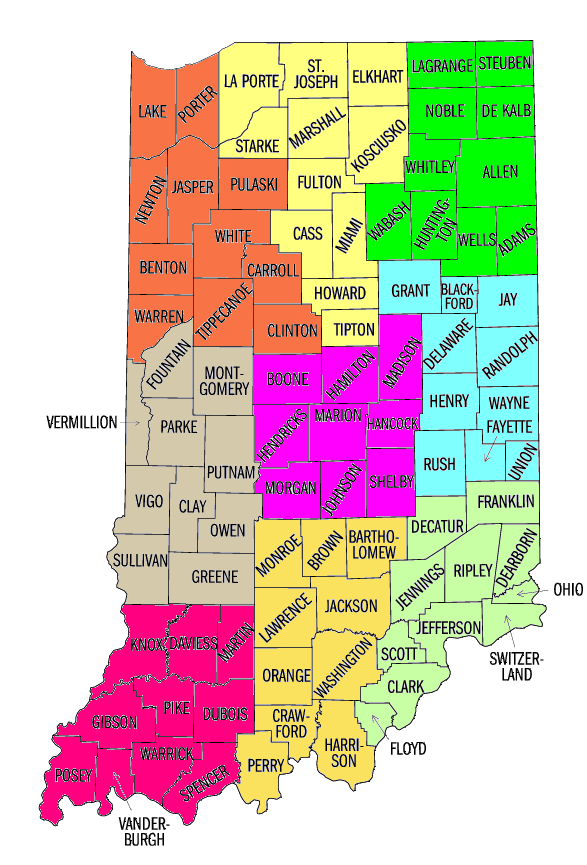
Harta comitatelor și regiunilor din statul Indiana, SUA

- Această pagină este o listă a celor 92 de comitate din statul Indiana.

- Vedeți și Listă de orașe din statul Indiana.
- Vedeți și Listă de târguri din statul Indiana.
- Vedeți și Listă de districte civile din statul Indiana.
- Vedeți și Listă de comunități neîncorporate din statul Indiana.
- Vedeți și Listă de localități din statul Indiana.

| Comitatul    | Populația 1 iulie 2007 | Sediul         | Populația 1 iulie 2007 |
| ------------ | ---------------------- | -------------- | ---------------------- |
| Adams        | 33.644                 | Decatur        | 9.492                  |
| Allen        | 349.488                | Fort Wayne     | 251.247                |
| Bartholomew  | 74.750                 | Columbus       | 39.817                 |
| Benton       | 8.810                  | Fowler         | 2.211                  |
| Blackford    | 13.189                 | Hartford City  | 6.347                  |
| Boone        | 54.137                 | Lebanon        | 15.259                 |
| Brown        | 14.670                 | Nashville      | 774                    |
| Carroll      | 19.987                 | Delphi         | 2.889                  |
| Cass         | 39.193                 | Logansport     | 18.743                 |
| Clark        | 105.035                | Jeffersonville | 29.627                 |
| Clay         | 26.648                 | Brazil         | 8.194                  |
| Clinton      | 33.795                 | Frankfort      | 16.314                 |
| Crawford     | 10.782                 | English        | 669                    |
| Daviess      | 30.035                 | Washington     | 11.367                 |
| Dearborn     | 49.759                 | Lawrenceburg   | 4.840                  |
| Decatur      | 24.959                 | Greensburg     | 10.598                 |
| DeKalb       | 41.796                 | Auburn         | 12.837                 |
| Delaware     | 115.419                | Muncie         | 65.410                 |
| Dubois       | 41.225                 | Jasper         | 13.936                 |
| Elkhart      | 197.942                | Goshen         | 31.893                 |
| Fayette      | 24.273                 | Connersville   | 13.955                 |
| Floyd        | 73.064                 | New Albany     | 37.033                 |
| Fountain     | 17.143                 | Covington      | 2.442                  |
| Franklin     | 23.234                 | Brookville     | 2.921                  |
| Fulton       | 20.308                 | Rochester      | 6.447                  |
| Gibson       | 32.754                 | Princeton      | 8.470                  |
| Grant        | 68.847                 | Marion         | 30.363                 |
| Greene       | 32.692                 | Bloomfield     | 2.486                  |
| Hamilton     | 261.661                | Noblesville    | 41.561                 |
| Hancock      | 66.305                 | Greenfield     | 18.401                 |
| Harrison     | 36.810                 | Corydon        | 2.751                  |
| Hendricks    | 134.558                | Danville       | 8.025                  |
| Henry        | 47.181                 | New Castle     | 18.347                 |
| Howard       | 83.776                 | Kokomo         | 45.902                 |
| Huntington   | 37.743                 | Huntington     | 16.633                 |
| Jackson      | 42.184                 | Brownstown     | 2.999                  |
| Jasper       | 32.275                 | Rensselaer     | 6.248                  |
| Jay          | 21.514                 | Portland       | 6.190                  |
| Jefferson    | 32.704                 | Madison        | 12.579                 |
| Jennings     | 28.106                 | Vernon         | 318                    |
| Johnson      | 135.951                | Franklin       | 22.672                 |
| Knox         | 37.949                 | Vincennes      | 17.950                 |
| Kosciusko    | 76.115                 | Warsaw         | 13.396                 |
| LaGrange     | 37.032                 | Lagrange       | 2.935                  |
| Lake         | 492.104                | Crown Point    | 23.909                 |
| LaPorte      | 109.787                | LaPorte        | 21.093                 |
| Lawrence     | 46.033                 | Bedford        | 13.489                 |
| Madison      | 131.312                | Anderson       | 57.311                 |
| Marion       | 876.804                | Indianapolis   | 795.458                |
| Marshall     | 46.698                 | Plymouth       | 10.985                 |
| Martin       | 10.058                 | Shoals         | 791                    |
| Miami        | 36.641                 | Peru           | 12.484                 |
| Monroe       | 128.643                | Bloomington    | 72.254                 |
| Montgomery   | 37.881                 | Crawfordsville | 15.066                 |
| Morgan       | 69.874                 | Martinsville   | 11.714                 |
| Newton       | 14.014                 | Kentland       | 1.679                  |
| Noble        | 47.526                 | Albion         | 2.323                  |
| Ohio         | 5.772                  | Rising Sun     | 2.348                  |
| Orange       | 19.607                 | Paoli          | 3.896                  |
| Owen         | 22.398                 | Spencer        | 2.481                  |
| Parke        | 17.169                 | Rockville      | 2.621                  |
| Perry        | 18.916                 | Tell City      | 7.552                  |
| Pike         | 12.605                 | Petersburg     | 2.457                  |
| Porter       | 160.578                | Valparaiso     | 29.951                 |
| Posey        | 26.262                 | Mount Vernon   | 7.047                  |
| Pulaski      | 13.778                 | Winamac        | 2.501                  |
| Putnam       | 37.014                 | Greencastle    | 10.014                 |
| Randolph     | 25.859                 | Winchester     | 4.616                  |
| Ripley       | 27.350                 | Versailles     | 1.711                  |
| Rush         | 17.494                 | Rushville      | 6.146                  |
| Saint Joseph | 266.088                | South Bend     | 104.069                |
| Scott        | 23.679                 | Scottsburg     | 5.952                  |
| Shelby       | 44.063                 | Shelbyville    | 18.414                 |
| Spencer      | 44.063                 | Rockport       | 2.068                  |
| Starke       | 23.542                 | Knox           | 3.795                  |
| Steuben      | 33.450                 | Angola         | 7.903                  |
| Sullivan     | 21.366                 | Sullivan       | 4.480                  |
| Switzerland  | 9.684                  | Vevay          | 1.622                  |
| Tippecanoe   | 163.364                | Lafayette      | 63.679                 |
| Tipton       | 16.069                 | Tipton         | 5.063                  |
| Union        | 7.203                  | Liberty        | 1.928                  |
| Vanderburgh  | 174.425                | Evansville     | 116.253                |
| Vermillion   | 16.417                 | Newport        | 549                    |
| Vigo         | 104.915                | Terre Haute    | 58.932                 |
| Wabash       | 32.918                 | Wabash         | 10.868                 |
| Warren       | 8.482                  | Williamsport   | 1.842                  |
| Warrick      | 57.090                 | Boonville      | 6.726                  |
| Washington   | 27.920                 | Salem          | 6.499                  |
| Wayne        | 68.260                 | Richmond       | 36.993                 |
| Wells        | 27.927                 | Bluffton       | 9.359                  |
| White        | 23.819                 | Monticello     | 5.294                  |
| Whitley      | 32.655                 | Columbia City  | 8.202                  |